# 帝都〈少年少女〉探偵団
帝都〈少年少女〉探偵団（ていと〈しょうねんしょうじょ〉たんていだん）とは、ポプラ社（ポプラ社によるジャイブの完全子会社化以前はジャイブ）から出版されていた楠木誠一郎の小説。絵は来世・来乃。初期作品はヒント?で連載されていた。全11巻（外伝2巻）。

## 概要
明治時代末期の東京で起こる怪事件にアキラをはじめとする少年少女探偵団が解決に向かう。探偵団は唯一の少女であるアユミを除いて全員両親を失っており、万朝報の黒岩涙香のもとで共同生活をしている。少年たちは普段は記者見習いのような立場で万朝報で働いており、当時万朝報の記者として活動していた幸徳秋水や堺利彦、内村鑑三といった歴史上の人物も登場する。

## 登場人物
- アキラ

- アユミ

- 黒岩涙香

## 作品リスト
- 1.吸血鬼あらわる!(発売年月2007年9月　ISBN 978-4-591-09924-7)[3]
- 2.記憶をなくした少女(発売年月2007年9月　ISBN 978-4-591-09925-4)[4]
- 3.真犯人はそこにいる(発売年月2007年9月　ISBN 978-4-591-09926-1)[5]
- 4.透明人間あらわる!(発売年月2007年9月　ISBN 978-4-591-09927-8)[6]
- 5.動機なき殺人者たち(発売年月2007年9月　ISBN 978-4-591-09928-5)[7]
- 6.人造人間あらわる!(発売年月2007年９月　ISBN 978-4-591-09929-2)[8]
- 7.消えた探偵犬の秘密(発売年月2009年4月　ISBN 978-4-591-10112-4) [9]
- 8.ジキルとハイドあらわる!(発売年月2009年4月　ISBN 978-4-591-10868-0)[10]
- 9.外伝　パラレル!(1)(発売年月2010年4月　ISBN 978-4-591-11573-2)[11]
- 10.外伝　パラレル!(2)(発売年月2010年4月　ISBN 978-4-591-11574-9)[12]
- 11.闇からの挑戦状(発売年月2010年4月　ISBN 978-4-591-11575-6)[13]
- 12.時空からの使者(発売年月2010年4月　ISBN 978-4-591-11576-3)[14]
- 13.悪は永久に消ゆ(発売年月2011年4月　ISBN 978-4-591-12358-4)[15]
- 全6巻セット(発売年月2007年9月　ISBN 978-4-591-99935-6)[16]
- 全8巻セット(発売年月2009年3月　ISBN 978-4-591-99965-3)[17]
- 既刊12巻セット(発売年月2010年3月　ISBN 978-4-591-91166-2)[18]
- 全13巻セット(発売年月2011年4月　ISBN 978-4-591-91246-1)[19]